# 波蒂奇
波蒂奇（義大利語：Portici）是位於義大利南部坎帕尼亞大區那不勒斯广域市的一個市镇。波蒂奇曾經是那不勒斯國王的王宮所在地。距那不勒斯約8公里。坐落在維蘇威火山、那不勒斯灣岸。該城市在1631年因維蘇威火山噴發而遭摧毀，但之後得到重建。